# Шарлотт Чекерс
«Шарлотт Чекерс» (англ. Charlotte Checkers) — профессиональный хоккейный клуб из города Шарлотт, выступающий в Американской хоккейной лиге (АХЛ). «Чеккерс» является фарм-клубом команд НХЛ «Флорида Пантерз». Клуб выступает в «Боджанглс Колизеуме». До этого команда играла в «Тайм Уорнер Кейбл-арене», которая является домашней ареной клуба НБА «Шарлотт Бобкэтс».

## История
В 1993—2010 годах в Шарлотт существовала одноименная команда, которая выступала в ECHL (Хоккейная Лига Восточного Побережья). В 1996 году «Чекерс» выиграли плей-офф ECHL (Кубок Райли, ныне Кубок Келли).
В начале своей истории эта франшиза АХЛ являлась фарм-клубом команды НХЛ «Нью-Йорк Айлендерс» и носила название «Кэпитал Дистрикт Айлендерс», но в 1993 году она стала фарм-клубом «Нью-Джерси Девилз», и с 1993 по 2010 год она называлась «Олбани Ривер Рэтс». 10 февраля 2010 года, команду купил Майкл Кан. Новый владелец объявил о переезде команды в Шарлотт, переименовании её в «Шарлотт Чекерс» и о закрытии одноименной команды, выступавшей в ECHL. Свой дебютный матч в АХЛ «Чекерс» сыграли 15 октября 2010 года, на котором присутствовали 12 512 зрителей, что является рекордом для Шарлотт по посещению хоккейных матчей.
Одного из лучших результатов в АХЛ команда добилась в своём первом сезоне (2010/11), дойдя до полуфинала. В сезоне 2018/19 команда стала обладателем Кубка Колдера.